# FAM122B
FAM122B (англ. Family with sequence similarity 122B) – білок, який кодується однойменним геном, розташованим у людей на X-хромосомі. Довжина поліпептидного ланцюга білка становить 247 амінокислот, а молекулярна маса — 26 928.
| 10         |  | 20         |  | 30         |  | 40         |  | 50         |
| ---------- |  | ---------- |  | ---------- |  | ---------- |  | ---------- |
| MAQEKMELDL |  | EPDTSYGGTL |  | RRSSSAPLIH |  | GLSDLSQVFQ |  | PYTLRTRRNS |
| TTIMSRHSLE |  | EGLDMVNRET |  | AHEREMQTAM |  | QISQSWDESL |  | SLSDSDFDKP |
| EKLYSPKRID |  | FTPVSPAPSP |  | TRGFGKMFVS |  | SSGLPPSPVP |  | SPRRFSRRSQ |
| SPVKCIRPSV |  | LGPLKRKGEM |  | ETESQPKRLF |  | QGTTNMLSPD |  | AAQLSDLSSC |
| SDILDGSSSS |  | SGLSSDPLAK |  | GSATAESPVA |  | CSNSCSSFIL |  | MDDLSPK    |

A: Аланін

C: Цистеїн

D: Аспарагінова кислота

E: Глутамінова кислота

F: Фенілаланін

G: Гліцин

H: Гістидин

I: Ізолейцин

K: Лізин

L: Лейцин

M: Метіонін

N: Аспарагін

P: Пролін

Q: Глутамін

R: Аргінін

S: Серин

T: Треонін

V: Валін

W: Триптофан

Кодований геном білок за функцією належить до фосфопротеїнів. 
Задіяний у таких біологічних процесах, як ацетилювання, альтернативний сплайсинг. 